# Adolf Höfer
Adolf Höfer   (Múnic, 10 d'octubre de 1869 - Parsberg, 14 de març de 1927) va ser un pintor, il·lustrador i artista gràfic alemany.

## Biografia

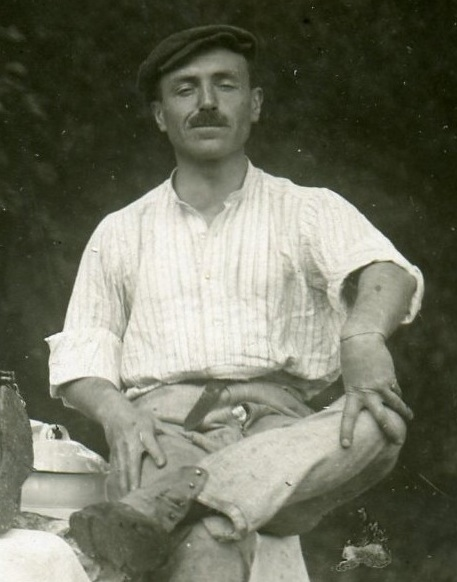
Adolf Höfer (1908)

El seu pare era el pintor paisatgista, Heinrich Höfer. Els seus dos pares van morir mentre ell era un nen; la seva mare Mathilde quan tenia quatre anys, i el seu pare, de tuberculosi, quan tenia nou anys. En l'interval, el seu pare s'havia tornat a casar i el va criar la seva madrastra, Amalie.

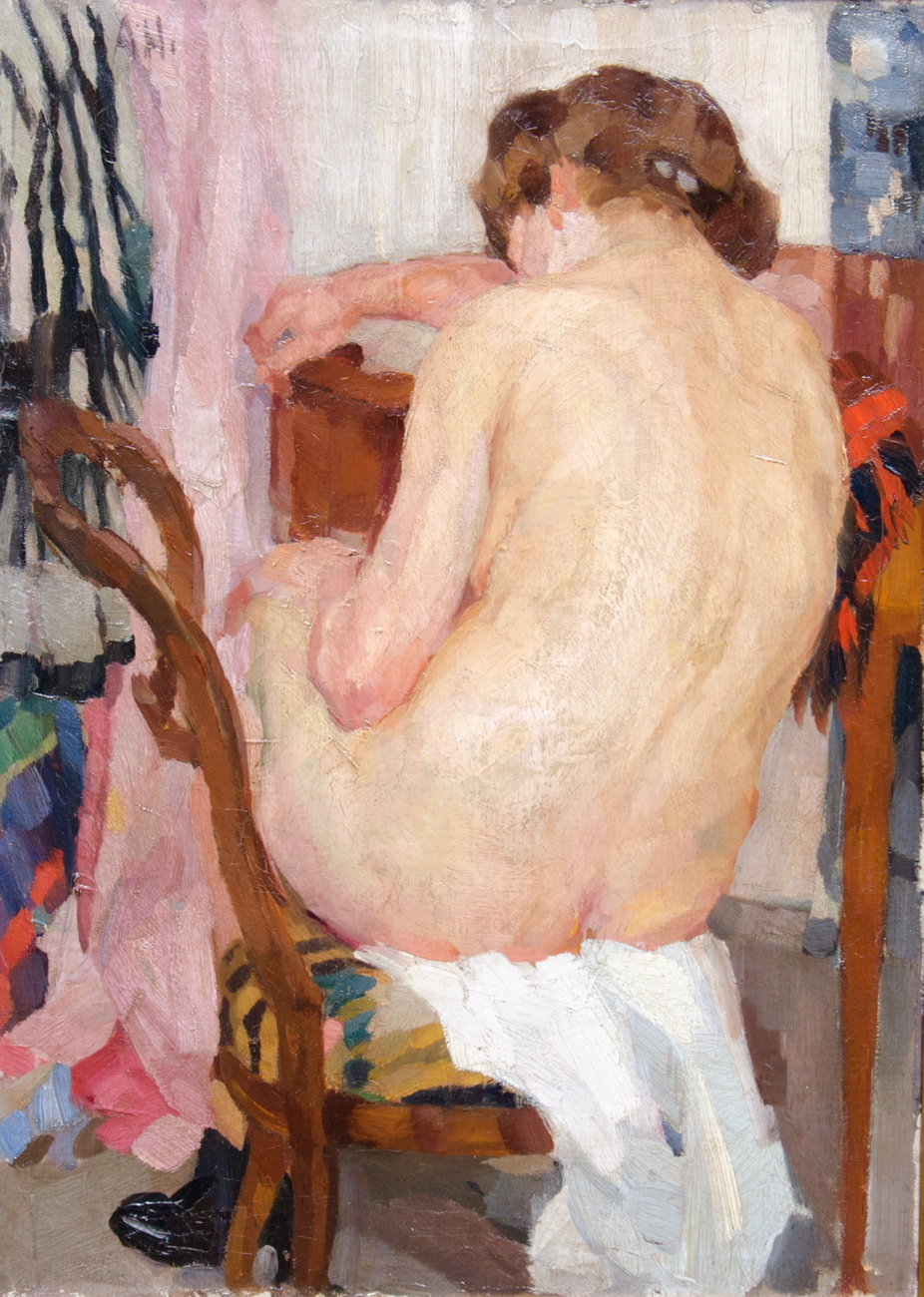
Nu femení, des de l'esquena

Després d'acabar els seus estudis primaris, es va matricular a l'Acadèmia de Belles Arts de Munic, on va estudiar amb Ludwig Schmid-Reutte, després a la Classe de Natura impartida per Ludwig von Herterich, i finalment a la Classe magistral de Paul Hoecker. Mentre allà, va passar a formar part del grup de pintors que van crear una associació d'artistes anomenada Die Scholle (Künstlervereinigung); un terme agrícola que sovint significa pàtria, però van negar qualsevol intenció patriòtica.
Inicialment va treballar com a artista gràfic per a la revista setmanal d'art Jugend. Posteriorment, va crear cartells i altres materials publicitaris, poc rendibles. Va participar en exposicions de Die Scholle, però va rebre poca atenció per part dels crítics d'art. L'any 1906, anomenant-se reumütig, va decidir dedicar-se totalment a la pintura. No obstant això, va ensenyar a la Damenakademie, per proporcionar un ingressos estable. Això també li va permetre permetre's un estudi a Schwabing, el barri bohemi de Munic. Va tenir una relació amb una de les seves alumnes, Nadine von Enckevort, que mai va donar lloc al matrimoni per les diferències d'estatus social i d'edat.
Les seves millors obres daten d'aquest període, va obtenir reconeixement i, el 1910, va ser convidat a prendre el te el 1910 per Leopold, príncep regent de Baviera. Quan va començar la Primera Guerra Mundial es va oferir voluntari, pensant que s'acabaria ràpidament, i es va convertir en Etappenoffizier (algú encarregat de la logística) a Flandes. Quan va tornar a casa l'any 1918, tot havia canviat. La Nadine s'havia casat, la seva madrastra havia mort i es va trobar vivint sol al seu apartament. La Damenakademie va tancar el 1920. Va poder exposar dues vegades, amb la Secessió de Múnic, però no va vendre res. Els seus estalvis es van consumir per la inflació, per la qual cosa es va sentir sol i empobrit.
Durant aquells moments difícils, el seu germà Wilhelm, metge de Parsberg, el va convidar a casa seva per a estades cada cop més llargues. Allà, va continuar pintant paisatges i retrats. A la primavera de 1927, es va disparar amb la seva antiga pistola d'oficial. La seva tomba al Nordfriedhof de Munic va ser destruïda per un bombardeig durant la Segona Guerra Mundial.
La seva producció consta d'una seixantena de quadres coneguts, la majoria d'ells de propietat privada. L'atribució és difícil perquè va ser inconsistent a l'hora de signar les seves obres. Un catàleg raonat va ser compilat per Simone Brehmers el 2010. Des de llavors han sortit a la llum noves obres.

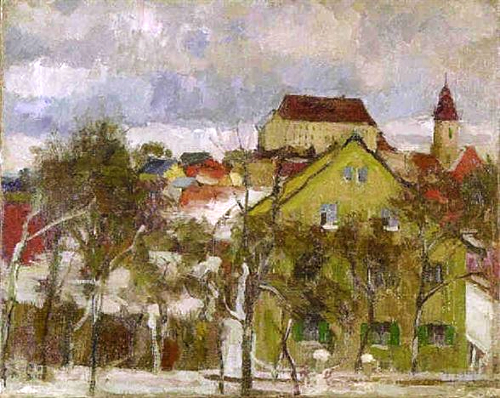
La Plaça Superior de Parsberg